# Monohelea multilineata
Monohelea multilineata är en tvåvingeart som beskrevs av Lutz 1914. Monohelea multilineata ingår i släktet Monohelea och familjen svidknott. Inga underarter finns listade i Catalogue of Life.